# Bregenzi járás
A Bregenzi járás, kerület (németül Bezirk Bregenz) Ausztria legnyugatabbi tartományának, Vorarlbergnek a négy járása közül a legészakibb. Székhelye Bregenz.

## Közigazgatási beosztás

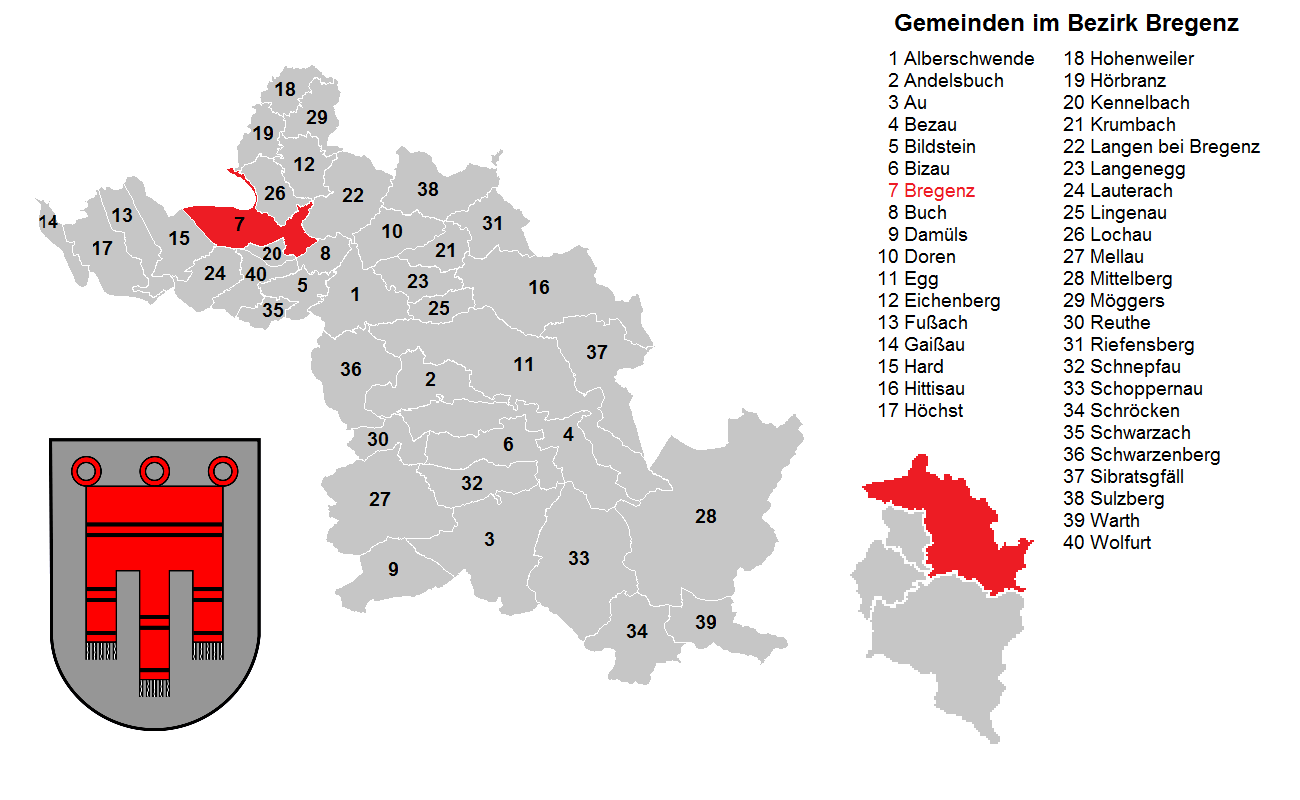
A Bregenzi járás községeinek térképe

A járásban 40 község található, melyek közül egy városi rangot visel,  négy pedig mezőváros. A községek a következők (zárójelben a népesség szerepel):
Város (Stadt)
- Bregenz (28 012)

Mezővárosok (Marktgemeinde)
- Bezau (1 976)
- Hard (12 696)
- Lauterach (9 612)
- Wolfurt (8 173)

Községek (Gemeinde)
- Alberschwende (3 139)
- Andelsbuch (2 356)
- Au (1 684)
- Bildstein (714)
- Bizau (1 015)
- Buch (556)
- Damüls (324)
- Doren (1 024)
- Egg (3 452)
- Eichenberg (379)
- Fußach (3 726)
- Gaißau (1 700)
- Hittisau (1 852)
- Höchst (7 764)
- Hohenweiler (1 261)
- Hörbranz (6 357)
- Kennelbach (1 860)
- Krumbach (2 252)
- Langen (1 300)
- Langenegg (1 066)
- Lingenau (1 341)
- Lochau (5 490)
- Mellau (1 311)
- Mittelberg (5 013)
- Möggers (517)
- Reuthe (611)
- Riefensberg (1 024)
- Schnepfau (472)
- Schoppernau (934)
- Schröcken (228)
- Schwarzach (3 746)
- Schwarzenberg (1 822)
- Sibratsgfäll (395)
- Sulzberg (1 760)
- Warth (1 521)

## Fordítás
Ez a szócikk részben vagy egészben  a   Bregenz District című angol Wikipédia-szócikk ezen változatának fordításán alapul.  Az eredeti cikk szerkesztőit annak laptörténete sorolja fel. Ez a jelzés csupán a megfogalmazás eredetét és a szerzői jogokat jelzi, nem szolgál a cikkben szereplő információk forrásmegjelöléseként.

## Külső hivatkozások
- Honlap (németül)